# Lijst van afleveringen van 't Vrije Schaep
Hieronder staan alle afleveringen van 't Vrije Schaep.
| Afleveringen | Periode                      | Verschijningsdatum dvd |
| ------------ | ---------------------------- | ---------------------- |
| 8            | 2 januari – 20 februari 2009 | februari 2009          |

## Afleveringen
| Nr. | Seizoen | Titel                   | Uitzenddatum NL  | Kijkcijfer NL     |
| --- | ------- | ----------------------- | ---------------- | ----------------- |
| 1   | 1       | Camping 't Vrije Schaep | 2 januari 2009   | 2.005.000 kijkers |
| 2   | 1       | Ik doe wat ik doe       | 9 januari 2009   | 1.863.000 kijkers |
| 3   | 1       | Pastorale               | 16 januari 2009  | 1.580.000 kijkers |
| 4   | 1       | Jacqueline              | 23 januari 2009  | 1.806.000 kijkers |
| 5   | 1       | Sjon                    | 30 januari 2009  | 1.696.000 kijkers |
| 6   | 1       | Houdt 't dan nooit op?  | 6 februari 2009  | 1.972.000 kijkers |
| 7   | 1       | Ellie                   | 13 februari 2009 | 1.833.000 kijkers |
| 8   | 1       | Amsterdamsch parfum     | 20 februari 2009 | 1.829.000 kijkers |